# Извршно вијеће Онтарија
Извршно вијеће Онтарија (енгл. Executive Council of Ontario) носилац је извршне власти у Онтарију.

## Састав
Чланови Извршног вијећа су краљевски министри који се називају извршним вијећницима (енгл. executive councillors). Предсједник Извршног вијећа је премијер Онтарија.
Министре поставља гувернер Онтарија на предлог премијера, а обично се бирају из реда посланика Законодавне скупштине Онтарија. За вријеме мандата носе титулу The Honourable.

## Дјелокруг
Поступак доношења аката извршне власти се назива Queen-in-Council или Governor-in-Council иако сједницама Извршног вијећа не присуствује гувернер Онтарија.
На савезном или федералном нивоу Канаде постоје два носиоца извршне власти: Државни савјет за Канаду (формални) и Кабинет Канаде (фактички). На провинцијском нивоу Онтарија постоји јединствено Извршно вијеће и са церемонијалном и са политичком функцијом. Стога је Извршно вијеће познато и као „Кабинет”.